# Women of Ireland
Mná na hÉireann en irlandés, Women of Ireland para la versión en inglés (lit. «Mujeres de Irlanda»), es una canción cuya música fue compuesta por Seán Ó Riada (1931–1971) en la década de 1960, sobre letra escrita en el siglo XVIII por el poeta irlandés Peadar Ó Doirnín (1704–1796). A menudo asociada al folclore de la música rebelde irlandesa, la canción celebra a las mujeres que han dedicado su vida a Irlanda y, en particular, a las del movimiento nacionalista irlandés.
Como poema del siglo XVIII, pertenece al género aisling o poema de visión, un género poético que se desarrolló a finales de los siglos XVII y XVIII en la poesía en lengua irlandesa. En él se imagina a Irlanda como una mujer hermosa y generosa que sufre las depredaciones de un amo inglés sobre su tierra, su ganado o sobre sí misma, y que exige a los irlandeses que la defiendan y se pregunta por qué no lo hacen.

## Letra
Tá bean en Éirinn a phronnfadh séad domh is mo sháith le n-ól
Is tá bean en Éirinn is ba bhinne leith mo ráfla ceoil
Ná seinm théad; atá bean en éirinn es níorbh fhearr léi beo
Mise ag léimnigh nó leagtha i gcré is mo thárr faoi fhód
Tá bean en Éirinn a bheadh ag éad liom mur' bhfaighfinn ach póg
Ó bhean ar aonach, nach ait an scéala, is mo dháimh féin leo;
Tá bean ab fhearr liom nó cath is céad dhíobh nach bhfagham go deo
Is tá cailín spéiriúil ag miedo gan Bhéarla, dubhghránna cróin.
Tá bean i Laighnibh is nios mhiste leith bheith límh liom ar bord,
Is tá bean i bhFearnmhaigh a ghéabhadh bhéarsai is is sárbhinne glór,
Bhí bean ar thaobh cnoic i gCarraig Éamoinn a níodh gáire ag ól
Is tráth bhí ina maighdin ní mise d'éignigh dá chois ó chomhar.
Tá bean a leafgfadh, nífead es d'fhuaifeadh cáimric es sról,
¿Es tá bean un dhéanfadh de dh'olainn gréas es thairnfeadh un bhró
Tá bean es b'fhearr leí ag cruinniú déirce nó cráite re cró
Is tá bean 'na ndéidh uile a luífeadh lé fear is a máthair faoi fhód
Tá bean a déarnadh an iomad tréanais is grá Dia mór,
Is tá bean nach mbéarfadh a mionna ar aon mhodh is nach n-ardódh glór;
Ach thaisbeáuin saorbhean a ghlacfadh lé miedo ir cráifeach cóir
Nach mairfeadh a ghleas es nach mbainfeadh leith i gcás ar domhan.
Tá bean a déarfadh dá siulfainn léi go bhfaighinn an t-ór,
Is tá bean 'na léine is fearr a méin ná táinte bó
El frijol a bhuairfeadh Baile an Mhaoir es clár Thír Eoghain,
Is ní fheicim leigheas ar mo ghalar féin ach scaird a dh'ól

## Grabaciones
Al poema se le ha puesto música, siendo la versión más destacada la de Seán Ó Riada de la década de 1960. Fue lanzado por primera vez en el álbum Ó Riada Sa Gaiety de Ceoltóirí Chualann. 
En las décadas siguientes aparecieron numerosas versiones cantadas e instrumentales de varios intérpretes. Entre ellos se incluyen, por ejemplo, The Chieftains, Bob James, Ronnie Montrose, Sinéad O'Connor, Mike Oldfield, Kate Bush, Jeff Beck, etc.
The Chieftains y Na Connerys realizaron una versión instrumental.
Alan Stivell hizo otra versión, cantada en irlandés y acompañada de un arpa celta, en su disco que Brian Boru grabado en 1995. Mike Oldfield también grabó su propia versión en su álbum Voyager de 1996. Kate Bush grabó una versión de sean nós en la compilación Common Ground – The Voices of Modern Irish Music, lanzada en 1996. El guitarrista Ronnie Montrose y Bob James también grabaron sus versiones en los álbumes Territory (1986) y Bob James Three (1976), respectivamente.
Sinéad O'Connor grabó una versión de la canción para la compilación Ain't Nuthin' But a She Thing, en un programa para MTV .
Sarah Brightman hizo su versión bajo el nombre So Many Things en el álbum Eden de 1998. También interpretó esta canción en su concierto One night in Eden, grabado en Sun City (Sudáfrica) y luego lanzado en DVD. Otra versión de la canción, esta vez llamada Words, fue grabada en 1989 por la banda de soul inglesa The Christians . Llegó a la posición 18 en las listas británicas y 1 en Francia. La canción también fue versionada instrumentalmente por Jeff Beck y Sharon Corr en el álbum de 2010 Dream of You .
Hélène Ségara hizo su versión bajo el título Si j'avais moins peur en su quinto disco Mon pays c'est la terre .
Mná na hÉireann es el decimotercer sencillo de la cantante Nolwenn Leroy y segundo sencillo de su cuarto álbum de estudio Bretonne.

## En el cine
- La versión de The Chieftains aparece en la banda sonora de la película Barry Lyndon de Stanley Kubrick de 1975.
- La melodía de la canción fue silbada por Emilio Estévez, quien interpretó a Billy the Kid, en el western Young Guns .
- La música también aparece brevemente en Robin Hood (2010) de Ridley Scott, protagonizada por Russell Crowe .